# Daptolestes leei
Daptolestes leei — вид двокрилих комах родини ктирів (Asilidae). Описаний у 2020 році.

## Назва
Вид названо на честь автора коміксів Марвел Стена Лі.

## Поширення
Ендемік Австралії.